# Oliver Clay
Oliver Clay (Berlino, 28 agosto 1987) è un ex cestista tedesco.